# Mission stellaire
Mission stellaire (titre original : The Mixed Men) est un roman de science-fiction, écrit en 1952 par A. E. van Vogt (Canada).

## Résumé
La Terre domine la galaxie grâce à son énorme flotte de navires interstellaires. Pourtant, il existe un groupe d'humains qui vit en marge de cette civilisation depuis des siècles. La recherche de ce groupe échoira par hasard à un vaisseau de retour de mission. L'équipage aura non seulement à affronter des hommes surpuissants, mais aussi des tempêtes cosmiques capables de réduire en bouillie le plus récent des navires interstellaires.